# Gesa Felicitas Krause
Gesa Felicitas Krause (ur. 3 sierpnia 1992 w Ehringshausen) – niemiecka lekkoatletka specjalizująca się w biegach długich.
Podczas mistrzostw świata juniorów młodszych w 2009 była siódma w biegu na 2000 metrów z przeszkodami. Rok później startowała w Moncton na mistrzostwach świata juniorów – w biegu na 1500 metrów odpadła w eliminacjach, a w biegu na 3000 metrów z przeszkodami była czwarta. W 2011 została mistrzynią Europy juniorów, a następnie uplasowała się na dziewiątej lokacie podczas mistrzostw świata w Taegu w biegu na 3000 metrów z przeszkodami ustanawiając aktualny rekord Europy juniorek (9:32,74). W 2012 była czwarta na mistrzostwach Europy i ósma podczas igrzysk olimpijskich. W finale igrzysk uzyskała rezultat 9:23,52 – lepszy od rekordu Europy młodzieżowców. Mistrzyni Europy do lat 23 z Tampere (2013). W tym samym roku zajęła 9. miejsce na mistrzostwach świata w Moskwie. W 2015 roku zajęła trzecie miejsce na mistrzostwach świata w Pekinie. Mistrzyni Europy z Amsterdamu (2016). W tym samym roku zajęła 6. miejsce na igrzyskach olimpijskich w Rio de Janeiro. W 2019 zdobyła swój drugi brąz mistrzostw świata. W 2021 zajęła 5. miejsce na igrzyskach olimpijskich w Tokio. Trzy lata później zdobyła po raz trzeci w karierze medal mistrzostw Europy, tym razem w kolorze srebrnym.
Trzykrotnie (Dublin 2009, Albufeira 2010 i Tallinn 2011) uczestniczyła w mistrzostwach Europy w biegach przełajowych zdobywając w kategorii juniorek dwa medale w drużynie (srebro w 2010 oraz brąz w 2011).
Rekord życiowy w biegu na 3000 metrów z przeszkodami: 9:03,30 (30 września 2019, Doha). Wynik ten jest aktualnym rekordem Niemiec.